# Петрашёвка (Киевская область)
Петрашёвка (укр. Петрашівка) — село, входит в Володарский район Киевской области Украины на реке Березянка.
Население по переписи 2001 года составляло 246 человек. Почтовый индекс — 09312. Телефонный код — 4569. Занимает площадь 2,056 км². Код КОАТУУ — 3221685801.

## Местный совет
09312, Київська обл., Володарський р-н, с. Петрашівка